# Use Your Illusion I
Use Your Illusion I è il terzo album in studio del gruppo musicale statunitense Guns N' Roses, pubblicato 17 settembre 1991 dalla Geffen Records.
Fu il primo di due dischi commercializzati parallelamente allo Use Your Illusion Tour, insieme ad Use Your Illusion II. Negli Stati Uniti fu premiato con 7 dischi di platino.

## Descrizione
Questo disco, così come il concomitante volume II, segna una grande svolta nel percorso stilistico della band. Il sound subisce un cambiamento, dato che l'album in studio precedente, Appetite for Destruction, risulta essere più veloce e massiccio. Se questo è un album molto legato ai canoni dell'hard rock o dello sleaze rock, Use Your Illusion presenta pezzi articolati ed eterogenei.
Accanto a canzoni dallo stile hard rock già riscontrato in Appetite for Destruction, come Back Off Bitch o Perfect Crime, si trova la ballata Don't Cry, passaggi acustici (You Ain't the First, Dead Horse) composizioni lunghe e intricate (Coma) o orchestrali (November Rain) e pezzi in cui partecipano cantanti diversi (il chitarrista Izzy Stradlin in Dust N' Bones, Alice Cooper in The Garden). L'album comprende inoltre la reinterpretazione di un vecchio pezzo di Paul McCartney, Live and Let Die, usato per l'omonimo film di James Bond (il cui titolo italiano è Agente 007 - Vivi e lascia morire, 1973).
Anche il numero delle canzoni, 16, è decisamente superiore alla media dei dischi rock. Per November Rain fu girato uno dei video più costosi della storia della musica.

## Copertina

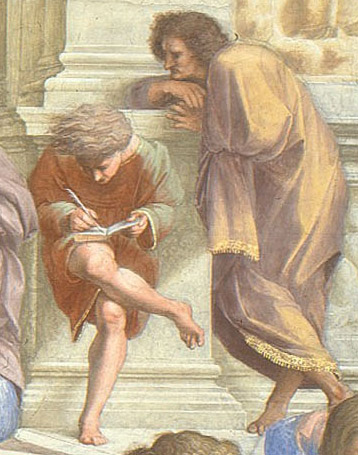
Raffaello Sanzio, Scuola di Atene (dettaglio)

La copertina (così come quella del successivo Use Your Illusion II) illustra due personaggi tratti dal dipinto Scuola di Atene di Raffaello Sanzio. Entrambe le copertine sono opera dell'artista estone-americano Mark Kostabi.

## Accoglienza
| Recensione                    | Giudizio |
| ----------------------------- | -------- |
| AllMusic                      |          |
| Encyclopedia of Popular Music |          |
| Entertainment Weekly          | A        |
| Los Angeles Times             |          |
| OndaRock                      | 6/10     |
| Q                             |          |
| Rolling Stone                 |          |

Pubblicati la mezzanotte del 17 settembre 1991, i due Illusion erano tra gli album più attesi nella storia del rock. Le previsioni del settore parlavano di vendite paragonabili a Thriller di Michael Jackson e Born in the U.S.A. di Bruce Springsteen, questo nonostante grandi catene come Kmart e Walmart si fossero rifiutate di mettere in vendita i Guns N' Roses per via della loro volgarità. Le stime suggerirono la vendita di oltre 500 000 copie dei due album in sole due ore. Le vendite di entrambi gli album si rivelarono alla fine inferiori rispetto alle aspettative, ma furono comunque un grande successo. Use Your Illusion I debuttò una posizione sotto Use Your Illusion II, principalmente perché il secondo conteneva il primo singolo estratto dai due album, You Could Be Mine, canzone utilizzata nella colonna sonora di Terminator 2 - Il giorno del giudizio.
Le recensioni di Use Your Illusion I furono in gran parte positive, ed è considerato come l'album più duro tra i due a causa in parte dell'influenza di Izzy Stradlin. I critici lodarono soprattutto i brani più strutturati come November Rain e Coma, ma sottolinearono in maniera negativa la quantità di filler presenti all'interno dell'album.

## Tracce
1. Right Next Door to Hell (Rose, Stradlin, Caltia) - 3:01
2. Dust N' Bones (Slash, Stradlin, McKagan) - 4:58
3. Live and Let Die (cover degli Wings) (Paul e Linda McCartney) - 3:03
4. Don't Cry (Original) (Rose, Stradlin) - 4:44
5. Perfect Crime (Rose, Slash, Stradlin) - 2:23
6. You Ain't the First (Stradlin) - 2:36
7. Bad Obsession (Stradlin, Arkeen) - 5:28
8. Back Off Bitch (Rose, Tobias) - 5:03
9. Double Talkin' Jive (Stradlin) - 3:23
10. November Rain (Rose) - 8:57
11. The Garden (Rose, Arkeen, James) - 5:22
12. Garden of Eden (Rose, Slash) - 2:41
13. Don't Damn Me (Rose, Slash, Lank) - 5:19
14. Bad Apples (Rose, Slash, Stradlin, McKagan) - 4:28
15. Dead Horse (Rose) - 4:18
16. Coma (Rose, Slash) - 10:13

## Formazione
Gruppo
- W. Axl Rose – voce, pianoforte, sintetizzatore, tastiere, cori, chitarra acustica in Dead Horse
- Slash – chitarra solista, ritmica e acustica, slide guitar, talk box, cori, dobro in You Ain't the First, basso a 6 corde in Right Next Door to Hell
- Izzy Stradlin – chitarra solista, ritmica e acustica, cori, voce in Dust N' Bones, You Ain't The First e Double Talkin' Jive, percussioni in Bad Obsession
- Duff McKagan – basso, chitarra acustica, cori
- Matt Sorum – batteria, percussioni, cori
- Dizzy Reed – tastiere, pianoforte, percussioni, cori

Altri musicisti
- Shannon Hoon – cori in Live and Let Die, November Rain e The Garden, voce in Don't Cry e You Ain't the First
- Tim Doyle – tamburello in You Ain't the First
- Michael Monroe – armonica a bocca e sassofono in Bad Obsession
- Alice Cooper – voce in The Garden
- West Arkeen – chitarra acustica in The Garden
- Johann Langlie – programmazione in Live and Let Die, November Rain e Garden of Eden
- Bruce Foster – programmazione in Coma
- Jon Thautwein, Matthew McKagan, Rachel West, Robert Clark – corni in Live and Let Die
- Reba Shaw, Stuart Bailey – cori in November Rain

Produzione
- Mike Clink – produzione, ingegneria del suono
- Jim Mitchell – ingegneria del suono
- Bill Price – missaggio
- George Marino – mastering
- Kevin Reagan – direzione artistica
- Mark Kostabi – copertina

## Classifiche

### Classifiche settimanali
| Classifica (1991) | Posizione massima |
| ----------------- | ----------------- |
| Australia         | 2                 |
| Austria           | 2                 |
| Canada            | 1                 |
| Finlandia         | 3                 |
| Francia           | 1                 |
| Germania          | 4                 |
| Giappone          | 3                 |
| Italia            | 4                 |
| Norvegia          | 3                 |
| Nuova Zelanda     | 2                 |
| Paesi Bassi       | 2                 |
| Regno Unito       | 2                 |
| Spagna            | 4                 |
| Stati Uniti       | 2                 |
| Svezia            | 3                 |
| Svizzera          | 3                 |

### Classifiche di fine decennio
| Classifica (1990–1999) | Posizione |
| ---------------------- | --------- |
| Stati Uniti            | 71        |

### Classifiche di fine anno
| Classifica (1991) | Posizione |
| ----------------- | --------- |
| Australia         | 32        |
| Austria           | 34        |
| Canada            | 18        |
| Francia           | 10        |
| Germania          | 63        |
| Italia            | 44        |
| Nuova Zelanda     | 29        |
| Paesi Bassi       | 14        |
| Regno Unito       | 42        |
| Classifica (1992) | Posizione |
| Australia         | 22        |
| Austria           | 14        |
| Germania          | 9         |
| Nuova Zelanda     | 21        |
| Regno Unito       | 49        |
| Stati Uniti       | 17        |
| Svizzera          | 37        |
| Classifica (1993) | Posizione |
| Germania          | 40        |
| Paesi Bassi       | 67        |